# (8666) Reuter
(8666) Reuter (1991 GG10) – planetoida z pasa głównego asteroid okrążająca Słońce w ciągu 3,44 lat w średniej odległości 2,28 au. Odkryta 9 kwietnia 1991 roku.